# Microplitis dornator
Microplitis dornator är en stekelart som först beskrevs av Papp 1987.  Microplitis dornator ingår i släktet Microplitis och familjen bracksteklar. Inga underarter finns listade i Catalogue of Life.